# Ниса (жена Никомеда III)
Ниса (др.-греч.  Νύσα ; II век до н. э.) — супруга царя Вифинии Никомеда III и мать Никомеда IV.

## Биография
Древние авторы по-разному именуют мать Никомеда IV. Так из сообщения Мемнона следует, что её звали Ниса. Мемнон является основным источником о политической истории Вифинии этого периода, поэтому имя Нисы является общепринятым в современной науке. Впрочем, некоторые исследователи допускают, что гераклейский историк спутал эту супругу Никомеда III с женой его сына — дочерью царя Каппадокии Ариарата IV. Граний Лициниан называет супругу Никомеда III Аристоникой. По мнению О. Л. Габелко, в таком случае она вряд ли могла происходить из правящих династий стран эллинистического Средиземноморья.
Из речи Митридата VI, переданной Юстином, следует, что мать Никомеда IV была танцовщицей. Однако к этому утверждению следует относиться с осторожностью, так как её сын, вопреки мнению Сапрыкина С. Ю, являлся законным наследником, признанным, как передают Мемнон, Аппиан и римским сенатом. Понтийский же царь находился во вражде со старшим сыном своего бывшего вифинского союзника.
Обстоятельства смерти Нисы неизвестным. Из слов Грания Лициниана следует, что она умерла после кончины своего мужа.
Также Никомед III находился в отношениях с кизикенкой Агной, от связи с которой родился Сократ Хрест.